# Équipe d'Ouganda de rugby à sept
L'équipe d'Ouganda de rugby à sept est l'équipe qui représente l'Ouganda dans les principales compétitions internationales de rugby à sept au sein des World Rugby Sevens Series et des jeux du Commonwealth.

## Histoire

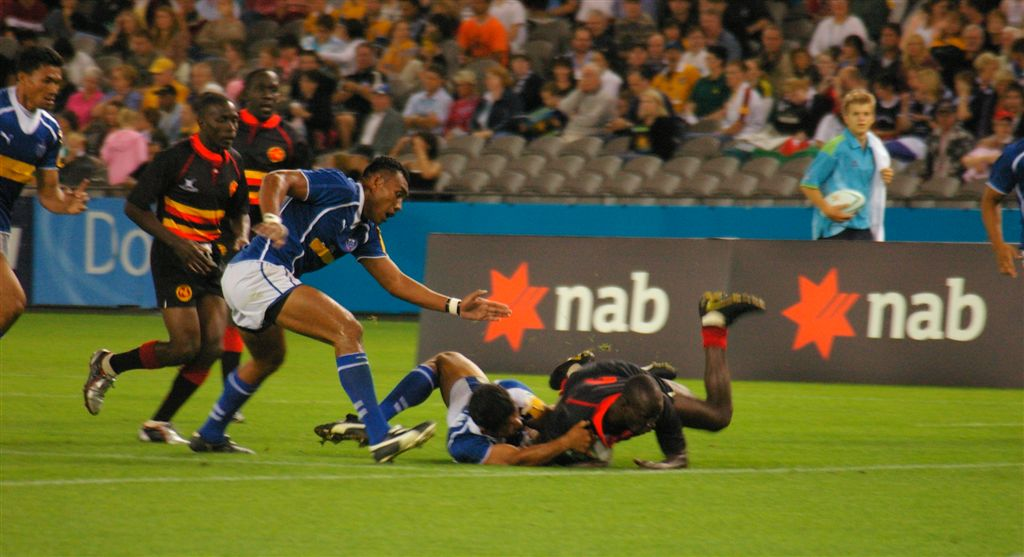
Rencontre entre l'Ouganda et les Samoa en 2006.

En remportant l'édition 2016 du championnat d'Afrique de rugby à sept, l'Ouganda décroche son billet en tant que 16e équipe participante pour le Dubaï rugby sevens 2016, aux dépens de la Namibie et du Zimbabwe,. Au cours de ce tournoi, les Ougandais remportent leur premier match face à une équipe permanente du circuit, le Japon (26-21). Cette qualification marque leur retour dans le tournoi mondial après près de dix ans, leur dernière participant remontant à 2007.

## Palmarès

### Coupe du monde
- 2018 : 19e

### Championnat d'Afrique
- Vainqueur du championnat africain en 2016, 2017, 2022 et 2024.
- Finaliste en 2019
- Troisième en 2004, 2018 et 2023

### Jeux du Commonwealth
- 1998 : non qualifié
- 2002 : non qualifié
- 2006 : demi-finale de bowl
- 2010 : demi-finale de bowl
- 2014 : demi-finale de bowl
- 2018 : qualifié

### Jeux africains
- 2023 :  Vainqueur

## Équipes
Équipe disputant les Jeux du Commonwealth en 2014 à Glasgow
Équipe disputant le tournoi de Dubaï en 2016